# Cathy Schulman
Cathy Schulman (* 1965) ist eine amerikanische Filmproduzentin.
Sie ist Absolventin der Yale University und arbeitete unter anderem an Isn't She Great, Seitensprünge in New York, You’re Fired!, The Illusionist, Darfur Now sowie der Fernsehserie Angela Henson – Das Auge des FBI.
Für L.A. Crash wurde sie 2006 mit dem Oscar für den besten Film ausgezeichnet und erhielt eine Nominierung für den BAFTA Award.

## Filmografie (Auswahl)
- 2001: Seitensprünge in New York (Sidewalks of New York)
- 2002: You Stupid Man
- 2004: You’re Fired!
- 2004: Godsend
- 2004: L.A. Crash (Crash)
- 2006: The Illusionist
- 2007: Darfur Now (Dokumentarfilm)
- 2011: Salvation Boulevard
- 2013: Horns
- 2015: Dark Places – Gefährliche Erinnerung (Dark Places)
- 2017: The Foreigner
- 2019: Drei Schritte zu Dir (Five Feet Apart)
- 2022: Memory – Sein letzter Auftrag (Memory)
- 2022: The Woman King
- 2024: Als du mich sahst (The Idea of You)